# 폭시 브라운
폭시 브라운(Foxy Brown, 1978년 9월 6일 ~ )은 미국의 래퍼, 모델, 배우이다.